# Nikola Karabatic
Nikola Karabatic (n. 11 aprilie 1984, Niș, RS Serbia, RSF Iugoslavia) este un handbalist francez, medaliat olimpic. A participat la 5 ediții ale Jocurilor Olimpice (2004, 2008, 2012, 2016, 2020) în care a câștigat o medalie de aur.